# Unitat perifèrica de Cefal·lènia
La unitat perifèrica de Cefal·lènia (grec: Περιφερειακή ενότητα Κεφαλληνίας) és una unitat perifèrica de Grècia de la perifèria de les Illes Jòniques. Està formada per l'illa de Cefalònia i per un grupet d'illes de les Equínades. La capital és Argostoli, la ciutat més important de l'illa, amb uns 10.000 habitants.
Correspon a l'antiga prefectura de Cefal·lènia, que, a més, comprenia l'actual unitat perifèrica d'Ítaca, amb l'illa d'Ítaca i la resta de les Equínades.

## Divisió administrativa
De 2019 ençà, l'illa està formada per tres municipis: Argostoli, Lixuri i Sami. Amb la reforma del programa Cal·lícrates de 2011, els antics set municipis s'unificaren en un de sol, que el 2019 es dividiren en tres.
- Argostoli comprèn els antics municipis d'Argostoli, Elios-Pronni, Livathos i la comunitat d'Omala.
- Lixuri comprèn l'antic municipi de Paliki.
- Sami comprèn els antics municipis de Sami, Erisos i Pylaros (amb part de les Equínades).

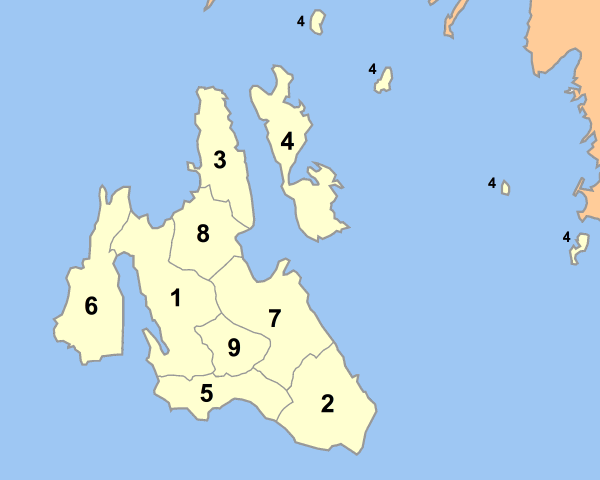
Els antics municipis

### Divisió anterior (prefectures)
Abans de 2011, la prefectura de Cefal·lènia incloïa les illes de Cefalònia i Ítaca, a més de les Illes Equínades. Cefalònia se subdividia en vuit municipis (numeració segons el mapa):
1. Argostoli (Δήμος Αργοστολίου)
2. Elios-Pronni (Δήμος Ελειού-Πρόννων), amb capital a Poros
3. Erisos (Δήμος Ερίσου), amb capital a Fiskardo
4. Ítaca, actualment conforma una unitat perifèrica pròpia
5. Livathos (Δήμος Λειβαθούς)
6. Paliki (Δήμος Παλικής), amb capital a Lixuri
7. Pylaros (Δήμος Πυλαρέων), amb capital a Aia Efímia i part de les Equínades
8. Sami (Δήμος Σάμης)
9. La comunitat d'Omala (Κοινότητα Ομαλών)

### Equínades
Les Equínades que fan part de la unitat perifèrica de Cefal·lènia són Àpassa (grec: Άπασα), Fílippos (grec: Φίλιππος), Giróvaris (grec: Γηρόβαρης), Kalógiros (grec: Καλόγηρος), Lambrinós (grec: Λαμπρινός), Modió (grec: Μοδιό), Petalàs (grec: Πεταλάς), Pistros (grec: Πίστρος), Prasso (grec: Πράσο), Sofia (grec: Σοφία), Sorós (grec: Σωρός) i Tsakalonissi (grec: Τσακαλονήσι).